# Bojčo Branzov
Bojčo Branzov (bug. Бойчо Брънзов) (1946.) je bivši bugarski košarkaš i državni reprezentativac. Bio je poznati igrač i dobar strijelac. 
Sudjelovao je na OI 1968. gdje je osvojio 10. mjesto. Sudjelovao je na EP 1967., gdje je osvojio 4. mjesto, na EP 1969., gdje je osvojio 7. mjesto, EP 1973., gdje je osvojio 6. mjesto i na EP 1975., gdje je osvojio 5. mjesto.
Otac je poznate bugarske košarkašice Gergene Branzove i punac poznatog turskog košarkaša Haruna Erdenaya.